# عبد العزيز الغميز
عبد العزيز عبد الله الغميز مواليد 22 مارس 1998 في، السعودية، هو لاعب كرة قدم سعودي لعب سابقاًفي نادي النجمة.